# Leuzinger (Glarner Bürgergeschlecht)

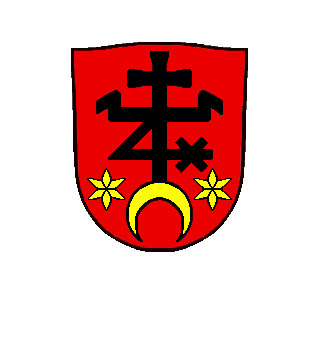
Wappen der Familie Leuzinger

Die Familie Leuzinger ist eine alteingesessene Familie aus dem schweizerischen Kanton Glarus.

## Geschichte

### Ursprung des Namens
Der Name Leuzinger stammt ursprünglich vom altdeutschen Kurznamen „Liuzo“ und ist auf den Weiler Leuzingen in Netstal zurückzuführen.

#### Die Familiennamenschreibweise
Die Schreibweise des Familiennamens hat sich, wie die Vornamen, auch in früheren Zeiten sehr flexibel verändert. Statt des ursprünglichen Lütziger wurde der Name in der Schweiz um den 1870er Jahren als Leuzinger oder (in Grabs SG) Lutziger standardisiert, unter Auswanderern aber weiterhin oft Leutzinger oder Leitzinger geschrieben. Mindestens zwei amerikanischen Familien übernahmen sogar die Form Lenzinger, obwohl es eine solche Familie in der Schweiz schon seit dem 16. Jahrhundert gab, und schon damals mit der Familie Leuzinger verwechselt wurde.
Es gibt, besonders in der USA, ein halbes Dutzend weiteren, immer noch gebrauchten Variationen in der lateinischere Schrift: Lightsinger, Lusinger, Launzinger, Leitsinger, Leitola... (wahrscheinlich auch Leizinger u. a.) - ohne auch die nur in Russland gebräuchlichen kyrillischen Formen Лейцингер und deren verschiedene Translitterierungen.

### Herkunft
Der Stammsitz der Leuzinger liegt nachweislich im Weiler Leuzingen im Dorf Netstal, Kanton Glarus. Es gibt eine Urkunde über das Dorf Leuzingen vom 14. Februar 1425, in der jedoch keine Personen mit dem Nachnamen Leuzinger genannt werden.
In den ältesten urkundlichen Quellen zu Glarus sind zwei Leuzinger erwähnt: Wernher L. als einer der 30 vom Land Glarus als Garanten für den Vertrag mit dem Kloster Säckingen am 5. Februar 1372 ernannten Ratsherren; und Rudolf L. an gleicher Stelle 1395. Beide Urkunden mit diesen Namen sind als Nummern 90 und 264 in der „Urkundensammlung zur Geschichte des Kantons Glarus“ erschienen.
1504 fand in Zürich ein großes Fest mit Lotterie statt, auf der Teilnehmerliste („Der Glückshafenrodel“) steht eine gewisse Regula „Lutzinger“ aus Glarus. Ihr Name ist jedoch weitgehend in Vergessenheit geraten, da er in Kubly-Müllers Sammlung „Die Glarner am großen int. Freischießen...“ (Glarus 1910).
(Die einzig möglichen Personen, die über hundert Jahre später zwischen diesen Vorfahren aus dem späten 14. Jahrhundert und Johannes Leuzinger eingeordnet werden können, scheinen in Bayern und Österreich verzeichnet zu sein.)??
Johannes (Hans) Leuzinger (G IV) wird seit 1531 in den „Regesten“ erwähnt, als er Ratsherr in Netstal war. Er hatte eine bemerkenswerte politische Karriere, wurde zum Landvogt von Werdenberg (Kanton St. Gallen, Schweiz) gewählt und entsandte eine diplomatische Mission nach Uznach. Die letzte Notiz von ihm stammt aus dem Jahr 1560. Dass einige der späteren Leuzinger seine Söhne waren, kann nur durch Vermutungen angenommen werden (harte Beweise sind möglicherweise nicht zu erhalten).
Leuzinger sind ab dem 16. Jh. auch in Glarus ansässig und in demselben Jahrhundert kauften sie das Bürgerrecht von Mollis.
Die Leuzinger waren Bauern, Alpbesitzer, Wirte, in Glarus Handwerker und Fabrikarbeiter, in Netstal auch Fabrikindustrielle (Johann Jacob). Aus dieser Gemeinde stammte Kartograf und Lithograf Rudolf. Von den Leuzinger aus Glarus sind Peter, der Leiter des Spielberg'schen Instituts und der erste Rektor der höheren Stadtschule, sowie Architekt Hans zu nennen.
Leuzingers bekleideten verschiedene Gemeindeämter, waren meist Mitglieder des Rats und übten eher untergeordnete kantonale Ämter aus.

### Stammbaum
Der hier publizierte Stammbaum der Familie Leuzinger wurde vom Leuzinger-Familienforscher Antero Leitzinger aus Finnland in einer jahrzehntelangen, umfangreichen und aufwendigen Forschungsarbeit konzipiert, entwickelt und realisiert.
Der Stammbaum ist ein systematisch eingeordnetes Bild verwandtschaftlicher Beziehungen und beinhaltet 2187 Nachkommen des Johannes Leuzinger (Hans Lütziger), Glarner Ratsherr seit 1531.
Details zum Stammbaum:
- Nicht eingetragen sind:
  - Söhne, die im Alter von unter 15 Jahre gestorben sind;
  - Töchter, die ihren Familiennamen nicht weitergegeben haben (über Söhne die mindestens 15-jährig wurden);
  - Nachkommen, die ihren L~zinger Namen aufgegeben haben (wenn es sie gäbe), vrgl. dagegen adoptierte Kinder;
  - alle ab der 16. Generation und von 14.–15. Generation diejenigen, deren ältesten Geschwister nach 1917 geboren wurden.
- Eingetragen sind:
  - Vornamen (Glarner mindestens bis Mitte des 19. Jahrhunderts standardisiert), Geburt- und Todesjahr.
- Einfärbung der Zweigen für Personen, die ausgewandert sind:
  -  blau  – nach Amerika;
  -  rot  – nach Russland;
  -  grün  – in die übrigen Europaländer.
- Piktogramm „eine Palme“ – für Personen, die sich auf anderen Kontinenten niederließen.
- ”ca” bedeutet circa, um.
- ”?” bedeutet unbekannt, unsicher.

#### Stammbaumstatisik
Bei den stammbaumtauglichen Nachkommen des Johannes Leuzinger (Hans Lütziger,
der in Glarus vor 500 Jahren lebte) handelt es sich zur Zeit um 2187 Personen:
zu 99 % den 15. Lebensjahr überschrittenen Männer, von denen jedoch nicht alle
heirateten oder Kinder zeugten; 1 % sind außereheliche Mütter, die ihren
erwachsenen Söhnen den Familiennamen weitertrugen. Alle sind bis 13. (XIII) Generation berücksichtigt, danach (XIV-XV Gen.) nur sofern die/der älteste stammbaumtaugliche
Geschwister spätestens 1917 geboren wurde.
Generationenweise verteilen sie sich folgendermaßen:
II Gen. (Söhne des Johannes Leuzinger): 4
III Gen. (Enkeln des Johannes Leuzinger): 8
IV Gen.: 14, geboren zwischen 1579–1610
V Gen.: 31, geboren zwischen 1606–1649
VI Gen.: 69, geboren zwischen 1639–1707
VII Gen.: 96, geboren zwischen ca. 1660–1733
VIII Gen.: 138, geboren zwischen 1690–1782
IX Gen.: 204, geboren zwischen 1718–1819
X Gen.: 310, geboren zwischen 1752–1851
XI Gen.: 402, geboren zwischen 1789–1897
XII Gen.: 430 (der größte Zahl), geboren zwischen 1817–1916
XIII Gen.: 386 (wegen der Auswanderung sind viele verschollen gegangen), geboren zwischen 1846–1949
XIV Gen.: 79 (nur teilweise berücksichtigt), geboren zwischen 1872–1932
XV Gen.: 16 (nur teilweise berücksichtigt), geboren zwischen 1904–1927
Die Anzahl von Stammbaum-Angehörigen hat sich von Generationen II bis VI bei jeder Generation ungefähr verdoppelt. Die Generationswachstumsrate lag bei den Generationen von II bis VI bei 30 % bis 52 %. per Generation.
Erst während des Jahrhunderts zwischen napoleonischen Kriege und dem Ersten Weltkrieg (1815–1914) hat sich die durchschnittliche Kinderzahl stark vermindert. Die Leuzinger Familie hat sich jedenfalls außerordentlich stark verbreitet: über 400-fach während den drei Jahrhunderten, während die Schweizer Bevölkerung generell nur um das Zehnfache wuchs.
Der Generationenabstand betrug für die Generationen von IV bis XIII ca. 21–37 Jahre für die ältesten und 19–58 Jahre für die jüngsten Vertreter.
Bei den 60 stammbaumtauglichen Glarner Leuzingers, deren Geburts- und
Vermählungstage bis 1700 genau bekannt sind (und weiteren 20, von denen wenigstens der Geburts- oder Vermählungsjahr statt des -tages im selben Zeitraum bekannt ist oder vermutet werden kann), war das durchschnittliches Alter des Bräutigams bei der Vermählung 24–25 Jahre, am üblichsten 23 Jahre und bei den meisten 21–27 oder 22–28 Jahre. Der Distanz zweier Generationen betrug 30–31 Jahre (am üblichsten 32 oder 37 Jahre). Von den populärsten ersten Vornamen der Leuzingers lässt sich die folgende statistische Tabelle herstellen:
| N(ame)    | Anzahl | Anzahl von Joh.+N | Anzahl von N+ | Koseformen und fremd- sprachige Variationen                                 |
| --------- | ------ | ----------------- | ------------- | --------------------------------------------------------------------------- |
| Fridolin  | 174    | 3                 | 7             |                                                                             |
| Jakob     | 160    | 216               | 16            | Jacob, Jake, James (engl.)                                                  |
| Kaspar    | 142    | 5                 | 5             | Casper (engl.)                                                              |
| Johannes  | 125    | -                 | 16            | Johann (Joh.), Hans, John (engl.), Jean (fr.), Ivan (russ.), Giannino (it.) |
| Heinrich  | 97     | 72                | 21            | Heinz, Henry (engl.), Henrique (port.)                                      |
| Melchior  | 80     | 35                | 1             |                                                                             |
| Balthasar | 57     | 10                | 0             |                                                                             |
| Gabriel   | 45     | 0                 | 1             |                                                                             |
| Rudolf    | 40     | 25                | 6             | Rudolph (engl.), Rodion (russ.)                                             |
| Georg     | 34     | 1                 | 14            | Jürg, George (engl.), Jorge (port.)                                         |
| Friedrich | 21     | 5                 | 11            | Fritz, Frederick, Fred (engl.)                                              |

Der Vorname Jakob ist als Zweitname besonders in Joh. Jakob vertreten. Auch
Heinrich mit Joh. Heinrich ist üblicher als Fridolin.
Weitere mehrfach vertretenen Erstnamen: Abraham 14, Adam (+Joh. Adam) 1+7, Adolf (Adolph) 5, Aegidius 2, Albert 5, Albin 2, Albrecht 2,
Alexander 7, Alfred (+Joh. Alfred) 8+1, Andreas (Andrei) 37, Arnold 6, Arthur 3, August 2, Bernhard (Bernard) 4, Bartholomäus (+Joh.
Bartholomäus) 8+1, Bruno 2, Burkhard 3, Christian 8, Cosmus 5, Daniel 8, David 29, Dietrich (+Joh. Dietrich) 5+1, Eduard (Edward) 8, Edgar (+Joh.
Edgar) 1+1, Edmundo (+Joh. Edmund) 1+1, Emil 9, Ernst 10, Fabian 3, Felix 31, Ferdinand 3, Florian 6, Franz (Frances, Francois, Frank) 7,
Hartmann 3, Herkules 2, Hilarius 17, Isak 7, Joachim 27, Josef (Joseph, Joe) 28, Jost 23, Josua 11, Julius 2, Karl (Carl, Charles, +Joh. Karl)
15+1, Konrad (+Joh. Konrad) 3+1, Leonhard (Leonard) 6, Ludwig (Louis) 13, Max 2, Michael 11, Nikolaus (Niklaus, Nikolai) 17, Oswald 2, Otto 3,
Paul (Paulus, Pavel, +Joh. Paul) 17+1, Peter (+Joh. Peter) 18+12, Richard 4, Robert 3, Samuel 5, Seth 2, Stefan (Stephen) 3, Theodor
(Theodore) 3, Thomas (+Joh. Thomas) 8+1, Tobias 20, Ulrich (+Joh. Ulrich) 17+7, Viktor (Victor) 2, Walter 16, Werner 4, Wilhelm (William,
Willi) 23, Woldemar (Vladimir) 7, Wolfgang 31.
Einzelne ersten Vornamen: Abdias, Alois, Alwin, Anton, Arkadi, Armand, Armin, Benedict, Benjamin, Boris, Chester, Christoffer, Clarence,
Clifford, Cyrus, Dmitri, Eino, Elmer, Ephraim, Eric, Eugen, Gil, Gotthilf, Gotthold, Gottlieb, Gustav, Guy, Harald, Hardy, Herman, Hiob,
Horace, Igor, Ingo, Ira, Jesse, Jevgeni, Jonathan, Joh. Josias, Leland, Leo, Lev, Luther, Lux, Joh. Marcell, Markus, Matthäus, Merlin, Oskar,
Percy, Raymond, Rene, Roy, Salomon, Sergei, Silvio, Vadim, Valentin, Virgil, Vjatsheslav, Wesley, Wilbert, Willard, Willis, Woodrow = 66.
Frauennamen (*): Anna 3, Clara, Emilie, Fida, Frida, Ida, Josefina, Katharina 2, Margaretha 2, Margrit 1, Maria 5, Regula, Rosina = 21.
Ein zweiter Vorname (besonders bei den Joh. + N) oder ein Rufname in inoffiziellen Gebrauch wurde manchmal derart üblich, dass man den
ursprünglichen Namen nur im Taufbuch findet – und die sollte man noch durchgehend überprüfen. Es scheint nur in einigen Fällen möglich gewesen
zu sein, lebenden Gebrüder sowohl Jakob wie Joh. Jakob (oder ähnlich) zu taufen. Man hat meistens einen Joh. + N als gleichnamig mit N
verstanden. Deshalb konnte ein Bruder von Johannes auch nicht Hans heißen, es sei denn der älterer Bruder war schon gestorben. Man kümmerte sich in der Vergangenheit mehr um die Bedeutung eines Namens als um eine offizielle Schreibweise und man konnte Johannes auch Hans, John, Jean, Ivan u. a. verkürzen oder übersetzen. Man nannte, im Falle der Auswanderung, z. B. Fridolin und Jost in die besser bekannte deutsche Vornamen wie Friedrich und Jobst, oder gleich in
die fremde Sprachen um. Bei den russischen Vornamen steht Andrei (Andreas) oft für Heinrich, Fedor (Theodor) für Fridolin und Mihail (Michael) für
Melchior.
Kosenamen wurden erst spät selbständige Vornamen: Friedrich (als Fritz) seit 1885, Johannes (Hans) seit 1907, Georg (Jürg) seit 1932, Heinrich (Heinz) seit 1937… Der Systematik halber sind die früheren Namen im Stammbaum standardisiert, obwohl Jakob als Joggli, Georg als Jörg, Balthasar als Baltz, Aegidius als Gilg, Hilarius als Läri, Fridolin als Fridli usw. schon immer (besonders bei Jugendlichen) genannt wurden.

## Familienwappen

### Wappenbeschreibung
Die Familie Leuzinger ist im Buch „Wappenbuch des Landes Glarus“ mit vier Varianten von Familien-Wappen vertreten.
Drei der vier Typen haben das gleiche Hauszeichen, nur in unterschiedlichen Orientierungen und Ornamenten. Diese wurden 1643 (I), 1694 (III) und 1728 (II) in den Siegeln verwendet. Ein ähnlicher Entwurf kommt im Siegel von Johann Heinrich Leuzinger (1721–1793) vor, der als politisch aktiver Wirt des Gasthauses Raben bekannt war. Das Landesarchiv Glarus hat in seinen Sammlungen auch einen Siegelabdruck von Johann Melchior Leuzinger - Pfarrer in Linthal 1834. Die älteste Darstellung des heute am meisten benutzten Wappens ist – nach dem Buch über Glarner Wappen ([1], S. 52) – die im Jahre 1685 dokumentierte Variante IV. In diesem Buch werden auch die Wappen-Variationen des Jahres 1685 erwähnt, die in Manuskripten von Eduard Schindler und Melchior Trümpy und im Buch von Gottfried Heers über Mollis (1921) dargestellt sind.
Im Buch von Paul Thürer ist eine vereinfachte Standardform des Leuzinger Wappen abgebildet.